# Lucca Sicula
Lucca Sicula (Lucca in siciliano) è un comune italiano di 1 683 abitanti del libero consorzio comunale di Agrigento in Sicilia.

## Geografia fisica

### Territorio
Dista 61 km da Agrigento e 100 da Palermo. Lucca Sicula è adagiato su una collina a 513 m sul livello del mare, nella bassa valle del Verdura, alle falde meridionali della Serra di Biondo.

## Storia
La zona una volta chiamata Culla, alla destra del fiume Alba, era nel vallo di Mazara un feudo della famiglia Perollo che Francesca portò in dote al marito Francesco Lucchesi Palli, principe di Campofranco. Nel 1620 in questo feudo Culla, Francesca Perollo volle fondarvi un borgo al quale diede il nome di Lucca in onore della città di origine del marito Francesco Lucchesi Palli. Con privilegio di Filippo IV Re di Spagna, il marito Francesco ottenne il titolo di marchese. Molti feudatari del tempo, specialmente quelli di recente nobiltà, motivati soprattutto dal fatto che, solo se titolari di un feudo popolato, avrebbero avuto il diritto di sedere al Parlamento Siciliano, favorirono nel Seicento il sorgere di nuovi comuni, concedendo ai coloni, ai quali affidavano delle terre in enfiteusi, le esenzioni da taluni obblighi feudali. Morto il Lucchesi Palli senza prole, la moglie affidò ad altri il marchesato. Infatti, già nel 1760 ne era signore Geronimo Filangeri, la cui famiglia di appartenenza tenne la giurisdizione sino al 1839, quando ne fu investito don Alessandro Filangeri, ultimo marchese di Lucca. Il paese prese il nome di Lucca Sicula nel 1863, dopo l'Unità d'Italia.

### Simboli
Lo stemma e il gonfalone del comune di Lucca Sicula sono stati concessi con decreto del presidente della Repubblica del 25 luglio 1967.
Il gonfalone è un drappo di giallo.

## Monumenti e luoghi d'interesse
Il comune conserva all'interno l'impianto urbanistico del Seicento, a scacchiera, caratterizzato da assi ortogonali. Unico monumento notevole è la chiesa madre costruita nel Seicento, epoca in cui sorse il borgo, poiché con la concessione del privilegio dello ius populandi, tra gli obblighi imposti al barone, vi era anche quello di dotare il nascente centro abitato di una chiesa per i fedeli. Di semplice architettura seicentesca, ad una navata, la chiesa consta anche di un altare maggiore in stile neo-classico.

## Società

### Evoluzione demografica
Abitanti censiti

### Agricoltura
L'agricoltura è il settore principale dell'economia, con una notevole produzione di olio di oliva.
Il territorio di Lucca Sicula è altresì compreso nella zona di produzione dell'Arancia di Ribera D.O.P. Si producono, inoltre, cereali, sommacco, mandorle, pesche, pere, albicocche e uva.

## Amministrazione
Di seguito è presentata una tabella relativa alle amministrazioni che si sono succedute in questo comune.
| Periodo         | Periodo         | Primo cittadino        | Partito                                       | Carica      | Note  |
| --------------- | --------------- | ---------------------- | --------------------------------------------- | ----------- | ----- |
| 28 maggio 1985  | 29 maggio 1990  | Salvatore D'angelo     | Democrazia Cristiana                          | Sindaco     | [ 6 ] |
| 29 maggio 1990  | 19 gennaio 1993 | Salvatore D'angelo     | Democrazia Cristiana                          | Sindaco     | [ 6 ] |
| 11 marzo 1993   | 9 agosto 1993   | Benedetto Di Grado     | Democrazia Cristiana                          | Sindaco     | [ 6 ] |
| 12 gennaio 1994 | 29 giugno 1994  | Pietro Paolo Pellerito |                                               | Comm. pref. | [ 6 ] |
| 29 giugno 1994  | 25 maggio 1998  | Vito Antonio Bufalo    | Partito Democratico della Sinistra            | Sindaco     | [ 6 ] |
| 25 maggio 1998  | 27 maggio 2003  | Salvatore Cascio       | Cristiani Democratici Uniti                   | Sindaco     | [ 6 ] |
| 27 maggio 2003  | 17 giugno 2008  | Giovanni Oliveri       | lista civica Unione civica Lucca Sicula       | Sindaco     | [ 6 ] |
| 17 giugno 2008  | 11 giugno 2013  | Salvatore Dangelo      | lista civica Impegno e servizio               | Sindaco     | [ 6 ] |
| 11 giugno 2013  | 11 giugno 2018  | Giuseppe Puccio        | lista civica Uniti per Lucca Sicula           | Sindaco     | [ 6 ] |
| 11 giugno 2018  | 28 maggio 2023  | Salvatore Dazzo        | lista civica Cambiamenti                      | Sindaco     | [ 6 ] |
| 29 maggio 2023  | in carica       | Salvatore Dazzo        | lista civica Cambiamenti #avantiancorainsieme | Sindaco     | [ 6 ] |

### Gemellaggi
- Lucca
- Pueblo

### Altre informazioni amministrative
Il comune di Lucca Sicula fa parte delle seguenti organizzazioni sovracomunali: regione agraria n.2 (Colline del Carboj) e Unione dei Comuni Alto Verdura e Gebbia.

## Infrastrutture e trasporti
Il Comune è interessato dalle seguenti direttrici stradali: